# Стефан Баторий и днепровские козаки
«Стефан Баторий и днепровские козаки» (полное название — «Стефан Баторий и днепровские козаки: исследования, памятники, документы и заметки», рус. дореф. «Стефанъ Баторій и Днѣпровскіе козаки: изслѣдованія, памятники, документы и замѣтки») — сочинение историка Андрея Стороженко, историческая монография, издана в Киеве в 1904 году. Сочинение удостоено 48-й Уваровской премии Петербургской академией наук в 1909 году. Одна из важнейших работ историка, признаётся специалистами в качестве одного из наиболее важных трудов начала XX века в отрасли истории украинско-польских отношений.

## История
Андрей Стороженко с 1880-х годов планировал посвятить себя преподаванию в Киевском университете Святого Владимира. Он получил в 1879 году степень кандидата университета и готовил магистерскую работу, но ввиду кончины в 1881 году своего научного руководителя Александра Котляревского, который был его основным покровителем и продвигал его на профессорское звание, Стороженко не смог защитить магистерскую диссертацию и получить профессорскую кафедру.
Оставление университета не вынудило Стороженко завершить научную деятельность. Он в дальнейшем неоднократно публиковался на страницах журнала «Киевская старина». Основными тематиками его сочинений была древняя история Украины и украинско-польские отношения. С 1882 года по 1899 год им было опубликовано здесь около 30 статей и заметок. Отдельные материалы этих публикаций в «Киевской старине» стали основой будущей фундаментальной монографии историка «Стефан Баторий и днепровские козаки». Работа эта была написана на основе малоизвестных ранее документов Варшавского главного архива древних актов, а также документов Киевской археографической комиссии, в которой работал Стороженко, и издана в Киеве в 1904 году.
В 1909 году книга была отмечена Петербургской академией наук и Андрею Стороженко за неё была присуждена 48-я Уваровская премия за вклад в историографию и доказательство несостоятельности версии казацко-старшинских и дворянских историков XVII—XIX веков о даровании польским королём шляхетских привилегий запорожским казакам.

## Содержание

### Первая часть
Первая часть книги озаглавлена по общему названию книги: «Стефан Баторий и днепровские козаки».

Поскольку в XVI веке поднепровские территории подвергались частым татарским набегам, оказывавшим влияние на общественное и политическое развитие края, первая часть книги Стороженко начинается анализом причин возникновения казачества. Первые шаги его становления исследователь тесно связывает с деятельностью польского короля Стефана Батория. Среди причин его избрания на польский трон в 1576 году автор называет влияние Турции, для которой Баторий являлся лицом, выгодным султану Селиму.
Стороженко опровергает вывод польских историков о том, что этот «воинственный король» являлся одним из организаторов казацкого движения, вместо этого он приводит противоположные доказательства того, что Баторий был одним из существенных противников его развития. Представители киевской исторической школы были подвергнуты критике автором за то, что «стремясь объяснить внутреннее содержание надуманной „реформы“, приписывали Стефану Баторию такие политические комбинации, которые в действительности никогда не приходили ему в голову … будто он воспользовался прерогативой польских королей нанимать без ведома сейма чужеземное войско».
Он подчеркивал, что данная реформа Батория являлась результатом политической конъюнктуры. Ввиду наличия обязательств Батория перед Турцией и султаном, в условиях недовольства последнего частыми походами казаков на Молдавию, он грозил Баторию собственноручно выступить против казаков, если с ними не сможет справиться Баторий. Тем самым, находясь под постоянным прессингом этой нерешенной проблемы, и одновременно задумывая войну с Московским государством в 1578 году, Баторий привлёк низовых казаков на собственную службу, в надежде, что это пополнит его вооружённые силы и заставит казаков отказаться от походов на Молдавию, а также турецкие и татарские поселения.

### Вторая часть
Вторая часть книги носит название «Князь Михаил Александрович Вишневецкий и стихотворный „Плач“ о нём неизвестного по имени автора 1585 года», где Стороженко публикует и анализирует польскоязычный плач «Epicedion». 

## Награды
- 48-я Уваровская премия Петербургской академии наук (1909)[4]

## Издания
- Стороженко А. В. Стефан Баторий и днепровские козаки: исследования, памятники, документы и заметки = Стефанъ Баторій и Днѣпровскіе козаки: ізслѣдования, памятники, документы и замѣтки. — монография. — Киев: типография Г. Л. Фронцкевича, 1904. — 327 с.